# Artur Gerwin
Artur Gerwin (ur. 13 września 1909 w Łomży, zm. 22 sierpnia 1967 w Katowicach) – polski duchowny ewangelicko-augsburski, proboszcz Parafii Ewangelicko-Augsburskiej w Jaworzu w latach 1932-1939, wieloletni drugi proboszcz Parafii Ewangelicko- Augsburskiej w Cieszynie, w latach 1963-1967 proboszcz tejże parafii. Więzień obozów koncentracyjnych KL Sachsenhausen i KL Dachau.

## Życiorys
Artur Gerwin urodził się 13 września 1909 roku w Łomży w rodzinie Fryderyka Artura Gerwina, prywatnego urzędnika i jego żony Marty z Kolbergów. Jego rodzina wywodzi się z francuskich hugenotów, którzy pod koniec XVII wieku emigrowali do Prusów Książęcych, skąd dziadek Artura, Fryderyk Gerwin przeprowadził się do Polski. W okresie I wojny światowej rodzina Gerwinów została zesłana w głąb Rosja skąd powrócili osiadając w Łomży, gdzie w 1918 Artur Gerwin podjął naukę w Gimnazjum im. Tadeusza Kościuszki. W 1926 rozpoczął studia w Wydziale Teologii Ewangelickiej Uniwersytetu Warszawskiego, które ukończył w roku 1931.
Ordynowany na duchownego 11 października 1931 roku w Warszawie przez księdza doktora biskupa Juliusza Burschego. W tym samym roku podjął pierwszą pracę jako wikariusz Parafii Ewangelicko-Augsburskiej w Ustroniu. 14 grudnia 1932 roku zostaje wybrany na proboszcza Parafii Ewangelicko-Augsburskiej w Jaworzu gdzie pełni swą posługę aż do aresztowania przez Gestapo tuż po wybuchu wojny, 14 grudnia 1939 roku. W czasie swojej pracy dla jaworzańskiego zboru dokonał rozbudowy kościoła w Jasienicy, zaopatrzenia kaplicy w Wieszczętach w dzwony a także generalnego remontu kościoła w Jaworzu, w tym jego elektryfikacji. W tym czasie pełni również funkcję członka zarządu Bratniej Pomocy im. Gustawa Adolfa, członka zarządu Stowarzyszenia Księży Ewangelickich w RP, czy też członka Macierzy Szkolnej.
Od roku 1940 więzień obozów koncentracyjnych KL Sachsenhausen i KL Dachau. Po wyjściu z obozu, od roku 1941 pracuje jako robotnik przymusowy w cieszyńskiej fabryce chemicznej Avenarius, po kolejnych przesłuchaniach przez Gestapo zmuszony do ucieczki z Cieszyna podejmuje pracę w zakładach chemicznych w Kędzierzynie-Koźlu, gdzie stopniowo podupada na zdrowiu by w roku 1944 przejść osiem operacji, które uniemożliwiają księdzu Gerwinowi podjęcie jakiejkolwiek pracy.
Po wyzwoleniu, od czerwca 1945 pełnił posługę w Parafii Ewangelicko- Augsburskiej w Cieszynie. 22 lutego 1948 został wybrany drugim proboszczem tejże parafii, by w roku 1963, po przejściu w stan spoczynku księdza Oskara Michejdy przejąć funkcję pierwszego proboszcza, którą pełnił do swojej przedwczesnej śmierci 22 sierpnia 1967 roku.
Od wczesnych lat powojennych był powoływany przez władze kościelne do ważnych zadań administracyjnych na najwyższym szczeblu. Sprawował funkcje: radcy i wiceprezesa Konsystorza, członka Synodu Kościoła, sekretarza Wydziału Synodalnego i członka komisji egzaminacyjnej kandydatów na duchownego przy Konsystorzu. Uczestniczył także jako przedstawiciel polskiego Kościoła Ewangelicko-Augsburskiego w wielu zagranicznych konferencjach, m.in. w konferencji Luterańskich Kościołów Mniejszościowych Europy w Wiedniu, w Walnym Zgromadzeniu Światowej Federacji Luterańskiej w Helsinkach (1963 r.), w obchodach 450-lecia Reformacji w Eisenach (1967 r.), w konferencji ŚFL w sprawach socjalnych w Sztokholmie (1963 r.) i w konferencji Stowarzyszenia Księży w Berlinie (1962 r.).
Był ponadto zaangażowany społecznie, działał w Towarzystwie Historycznym, Chrześcijańskim Stowarzyszeniu Społecznym i w Klubie Propozycji w Cieszynie, gdzie wygłaszał referaty w duchu pojednania chrześcijańskiego. W 1956 roku został odznaczony Złotym Krzyżem Zasługi.

## Życie prywatne
Artur Gerwin był żonaty z Wandą z Wałaskich, z którą przeżył w małżeństwie 34 lata, mieli dwoje dzieci, córkę Krystynę i syna Piotra, oboje zostali lekarzami.
Siostra Artura Gerwina, Cecylia również podjęła studia teologiczne, była pierwszą żeńską absolwentką Wydziału Teologii Ewangelickiej Uniwersytetu Warszawskiego. Pracowała w Ewangelickim Gimnazjum Anny Wazówny w Warszawie. Zmarła w 1943 roku po ciężkiej chorobie.